# Galații Bistriței
Galații Bistriței (en hongrois : Galacfalva) est une commune du județ de Bistrița-Năsăud en Transylvanie (Roumanie).